# 今中原夫
今中 原夫（いまなか もとお、1918年（大正7年）2月21日 - 1993年（平成5年）2月12日）は、昭和から平成時代前期の政治家。三重県上野市長。

## 経歴
三重県出身。1944年（昭和19年）三重師範学校研究科卒業。
1959年（昭和34年）上野市立花之木小学校長、1968年（昭和43年）崇広中学校長、1969年（昭和44年）上野市教育長を経て、1977年（昭和52年）以来、市長に4選した。